# Vuurtoren California
De Vuurtoren California (Engels: California Lighthouse), ook wel bekend als Faro, staat hoog op een kalksteenplateau bij Hudishibana, vlakbij Arashi en de Sasariwichi-duinen aan de noordwestelijke punt van het eiland Aruba. Het is het hoogste bouwwerk van Aruba. De vuurtoren dankt zijn naam aan het Britse stoomschip S.S. California, dat in 1891 zonk, voordat de vuurtoren werd gebouwd (circa 1914–1916). De vuurtoren is speciaal opgericht om vergelijkbare tragedies te voorkomen. In mei 2016 werd de vuurtoren gerestaureerd, ter gelegenheid van de 100e verjaardag van de voltooiing ervan.
Het complex bestaat uit een vuurtoren met belendende vuurtorenwachterswoning. Het voormalig woning is sinds de jaren negentig als restaurant in gebruik. Er is ook een stenen trap die naar het plateau leidt. Sinds 2015 valt de vuurtoren onder het beheer van de Stichting Monumentenfonds Aruba. Vanaf 26 augustus 2016, na restauratie, is dit monument opengesteld voor het publiek.

## Geschiedenis

### S.S. California
De vuurtoren is vernoemd naar het stoomschip California dat op 23 september 1891 schipbreuk leed, Noordoost zijde van waar de toren staat. In de omgeving wordt wel verteld dat dit het schip de SS Californian is, dat destijds het noodsignaal van de RMS Titanic negeerde, het gaat hier echter om een ander schip. Thans wordt aangenomen dat de S.S California(n) toebehoorde aan de vloot van de West India & Pacific Steamship Co. Ltd.

Het wrak van de S.S. California bevindt zich aan de noordoostkust van Aruba op een diepte van maximaal 14 meter. Dit gebied staat bekend om zijn sterke stromingen. Het wrak is afkomstig van een houten Brits stoomschip van de West India and Pacific Steamship Company en zonk voor de kust van de vuurtoren op 23 september 1891 tijdens een reis van Liverpool naar de Amerikas. Normaal gesproken vervoerde dit schip fruit van Zuid-Amerika naar Aruba, maar tijdens die noodlottige nacht was het beladen met goederen zoals kleding, proviand en meubels. Vanwege verschillende omstandigheden werden de goederen overboord gegooid en spoelden ze aan op het strand. De lokale bevolking verzamelde de goederen om ze op de markt te verkopen. Om te voorkomen dat de lokale bevolking de goederen verzamelde, werden twee politieagenten vanuit Curaçao opgeroepen. Terwijl ze onderweg waren naar Noord, werden de agenten uitgelachen door de bewoners, die de zoektocht naar een "plaats" amusant vonden. De agenten waren zich er niet van bewust dat "California" de naam van een schip was en geen specifieke locatie. Zo kreeg de vuurtoren de naam "California". Jaren later droegen veel schoolkinderen nog steeds zogenaamde "verdronken goederen".

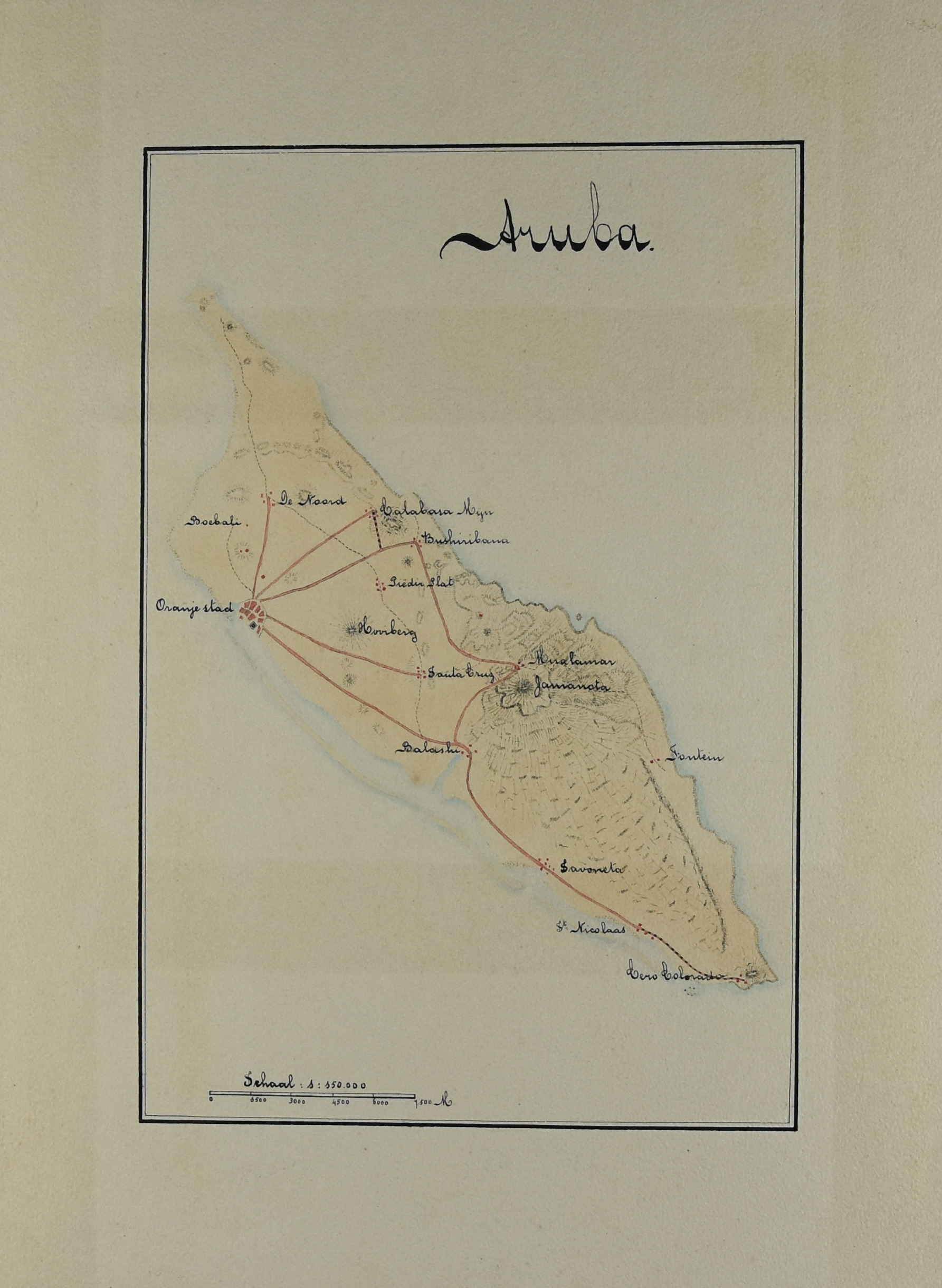
Routes en paden (circa 1902-1903)

### Infrastructuur
In 1915 was de enige weg in Noord de weg die voor de Sint Annakerk liep. Er waren geen directe wegen die naar de vuurtoren leidden. In plaats daarvan was er een enkel pad dat specifiek bedoeld was voor ezels of paarden en dat naar het gebied Hudishibana leidde. Hudishibana is een woord uit de Arawak taal en kan enigszins als volgende verklaard worden: HU is geest/Heer; DI is of; SHI is (?); BANA is groot, dus Grote Heer of (?). En indien Hurisibana juist is, zal de verklaring, met RI is moedig; SI(CI) is hoofd. Zoiets luiden als Grote Heer met moedig hoofd.  Om de vuurtoren destijds te kunnen bouwen, moesten ze ezels huren van een lokale familie genaamd Figaroa, die in Noord woonde. Bouwgereedschap, materialen en vracht moesten per ezel worden vervoerd van een haven in Oranjestad naar het meest westelijke punt van het eiland.

### Vuurtorenwachters
De eerste vuurtorenwachter was een jongeman genaamd Jacob Jacobs uit Curaçao. Hij had het vak van vuurtorenwachter geleerd bij een andere vuurtoren op Klein Curaçao.
Federico Fingal uit Aruba was de laatste persoon die in 1962 de California Vuurtoren bewaakte. Tegenwoordig is de vuurtoren een monument dat wordt onderhouden door de regering van Nederland en Aruba.
De vuurtorenwachters werkten met wekelijks wisselende diensten en wisselden elkaar af in het dubbele diensthuis. Het gebied moet destijds rustig en afgelegen zijn geweest, aangezien er geen andere huizen in de buurt waren. Volgens sommige Arubanen waren er geruchten dat het 's nachts spookte. De dienstwoning wordt niet meer bewoond, maar is omgebouwd tot restaurant.

## Constructie
In 1913 had Curaçao de autoriteit over Aruba en elke aanvraag voor de bouw van een vuurtoren moest via Curaçao worden ingediend. Het ontwerp voor de California Vuurtoren werd in hetzelfde jaar goedgekeurd. De vuurtoren werd ontworpen door de Franse architect Leon Jean Marie Bourgeois. Vanwege de moeilijkheden veroorzaakt door de Eerste Wereldoorlog waren er uitdagingen bij het produceren en leveren van het licht van Barbier, Benard, et Turenne in Frankrijk naar Aruba. Het licht was met name belangrijk omdat Aruba geen elektrische infrastructuur had en afhankelijk was van een petrochemisch product genaamd farol, wat een soort kerosine was, om het licht van stroom te voorzien.

## Bouwstijl
De vuurtoren bestaat uit een 30 meter hoge toren met een zwartgeschilderde lantaarn en een dubbele galerij. De lantaarn heeft een lichthoogte van 55 meter. Het  classicistisch ontwerp van de vuurtoren is te herkennen aan de raamkozijnen, de deurpost en de achthoekige voet.

De bouwwerkzaamheden begonnen tussen 1914 en 1916. Tijdens deze periode is de invloed van de beroemdste attractie van Frankrijk, de Eiffeltoren, te zien in de strakke, elegante en taps toelopende cilindrische vormen van de California Vuurtoren. Het ontwerp van de vuurtoren is symmetrisch en heeft ramen, een achthoekige stenen basis, een lantaarn en een dubbel balkon. De metalen top van de vuurtoren heeft een diameter van 7,6 m. Voor het ontwerp van de California Vuurtoren is inspiratie opgedaan bij Cordouan, dat de oudste vuurtoren van Frankrijk is.

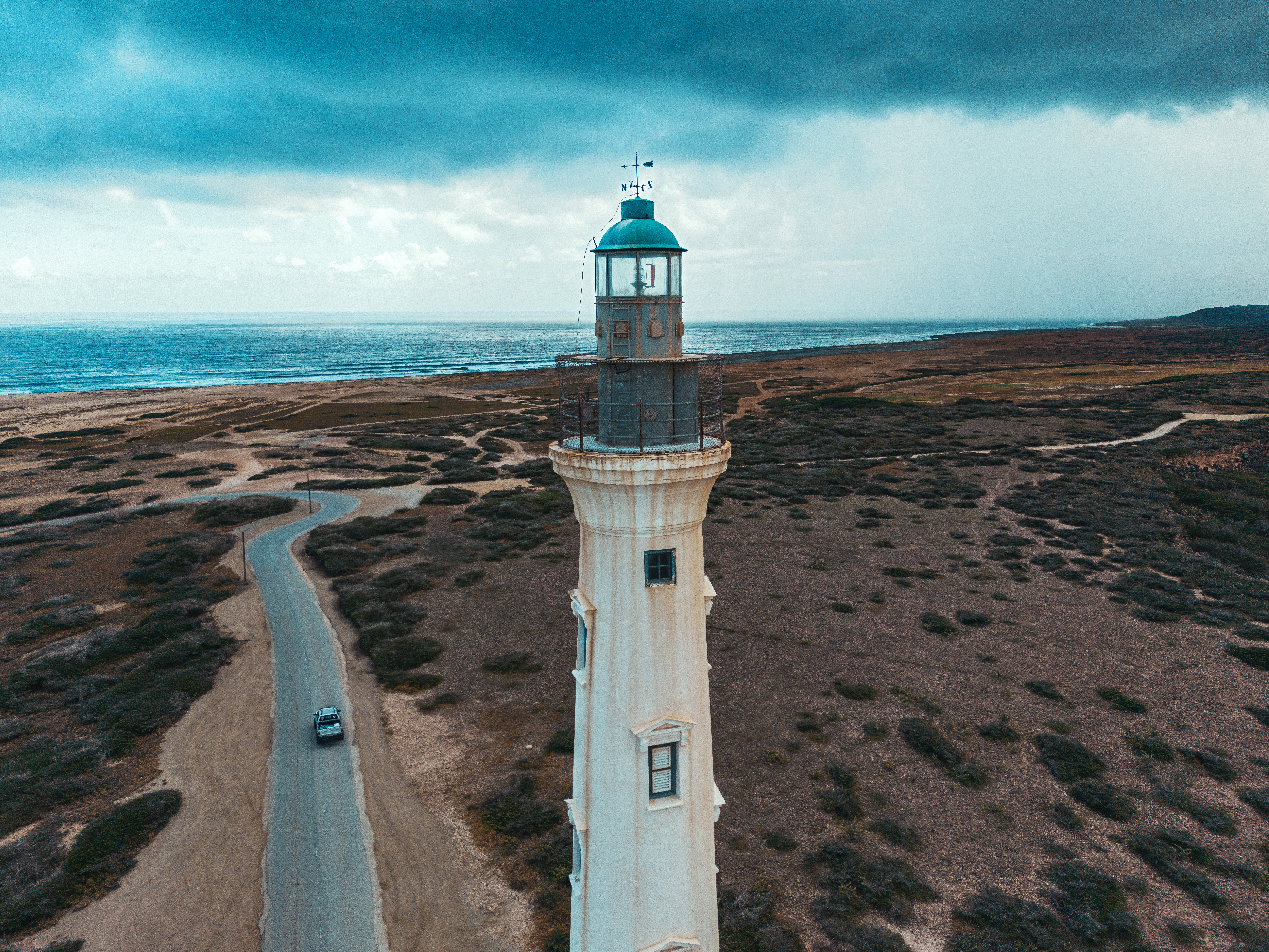
Close-up van de bovenkant

Net als de Eiffeltoren is de California Vuurtoren een opvallend herkenningspunt. Het is het hoogste bouwwerk in Aruba, met een hoogte van 30 meter. Om de top te bereiken, moeten bezoekers 123 treden beklimmen via een spiraalvormige trap. De aanzienlijke hoogte van de vuurtoren was nodig vanwege het ontbreken van elektriciteit en de aanwezigheid van een klok die het licht reguleerde. Het licht boven op de vuurtoren was verlicht van zes uur 's avonds tot zes uur 's ochtends. Deze regeling werd mogelijk gemaakt door een gewogen slinger die 24 meter naar beneden daalde en elke twaalf uur een volledige cyclus voltooide. Gedurende twaalf uur knipperde het licht 4.320 keer, waarbij een gallon farol kerosine werd verbruikt. In 1965 werd de energiebron gewijzigd van kerosine naar acetyleengas en uiteindelijk in 1970 naar elektriciteit.

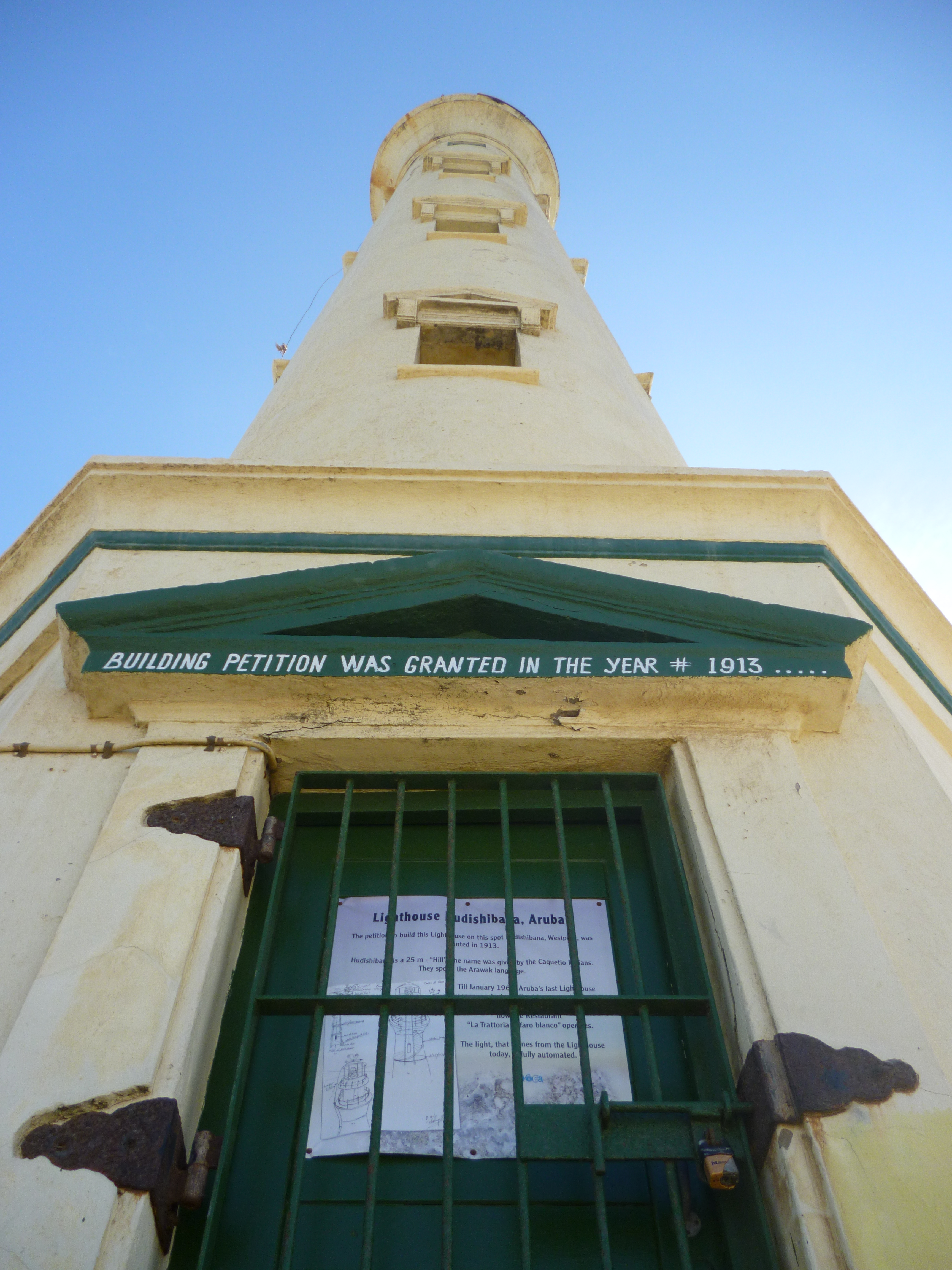
Ingang
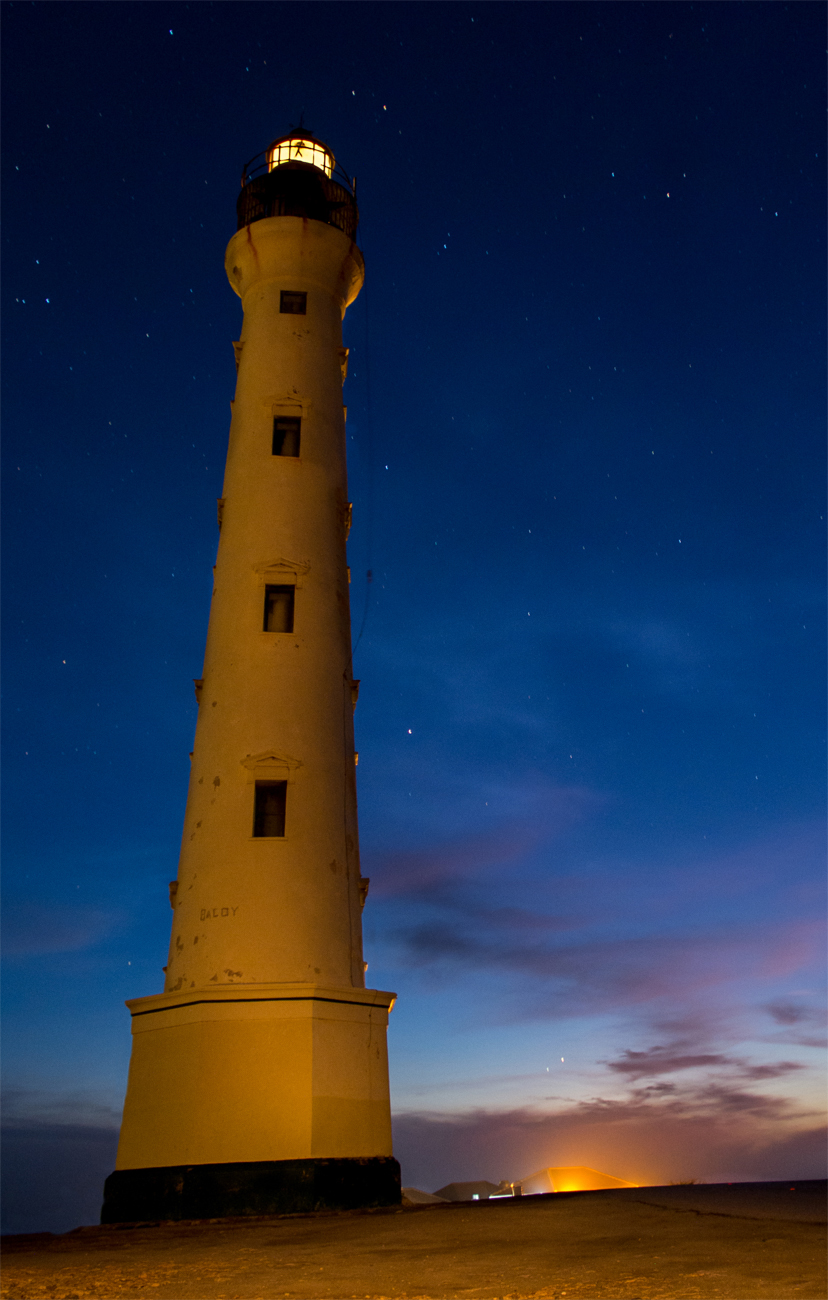
Vuurtoren California bij zonsondergang